# Trương Thái Hiền
Trương Thái Hiền (sinh ngày 15 tháng 5 năm 1958) là một thẩm phán và chính trị gia người Việt Nam. Ông có chức danh Thẩm phán cao cấp. Ông hiện giữ chức vụ Phó Chánh án Tòa án nhân dân cấp cao tại Thành phố Hồ Chí Minh. Ông từng là Chánh án Tòa án nhân dân tỉnh Kiên Giang, đại biểu Quốc hội Việt Nam khóa XIII, thuộc đoàn đại biểu Kiên Giang.

## Xuất thân
Ông sinh ngày 15 tháng 5 năm 1958, người dân tộc Kinh, không theo tôn giáo nào. Ông có quê quán ở xã Châu Phong, huyện Tân Châu, tỉnh An Giang.

## Giáo dục
Ông có trình độ chuyên môn là Cử nhân Luật, Đại học An ninh nhân dân. Ông có bằng cao cấp lí luận chính trị.

## Sự nghiệp
Ông gia nhập Đảng Cộng sản Việt Nam vào ngày 23/8/1983.
Từ 2011 đến 2016, ông là đại biểu Quốc hội Việt Nam khóa XIII, thuộc đoàn đại biểu Kiên Giang, đồng thời là Tỉnh ủy viên; Bí thư Ban cán sự; Chánh án Tòa án nhân dân tỉnh Kiên Giang.
Từ 1/12/2015, ông được Chánh án Tòa án nhân dân tối cao Trương Hòa Bình bổ nhiệm giữ chức vụ Phó Chánh án Tòa án nhân dân cấp cao tại Thành phố Hồ Chí Minh.